# Flickingeria bicarinata
Flickingeria bicarinata là một loài thực vật có hoa trong họ Lan. Loài này được (Ames & C.Schweinf.) A.D.Hawkes mô tả khoa học đầu tiên năm 1965.